# بولين كولينز
بولين كولينز (بالإنجليزية: Pauline Collins)‏ (و. 1940 – م) هي ممثلة، وممثلة مسرحية، وممثلة أفلام من المملكة المتحدة .

## التعليم
تعلمت في المدرسة المركزية للخطابة والدراما ‏

## جوائز وترشيحات
حصلت على جوائز منها:
- جائزة المسرح العالمي (1989)[7]
- جائزة توني لأفضل ممثلة مسرحية [الإنجليزية]‏ (1989)
- نيشان الامبراطورية البريطانية من رتبة ضابط
- جائزة لورنس أوليفيه.

ترشحت لـ:
- جائزة الأوسكار لأفضل ممثلة، عن عمل:Shirley Valentine (1989).

## روابط خارجية
- بولين كولينز على موقع IMDb (الإنجليزية)
- بولين كولينز على موقع قاعدة بيانات الأفلام العربية
- بولين كولينز على موقع قاعدة بيانات الأفلام العربية
- بولين كولينز على موقع ألو سيني (الفرنسية)
- بولين كولينز على موقع ميوزك برينز (الإنجليزية)
- بولين كولينز على موقع تيرنر كلاسيك موفيز (الإنجليزية)
- بولين كولينز على موقع أول موفي (الإنجليزية)
- بولين كولينز على موقع قاعدة بيانات برودواي على الإنترنت (الإنجليزية)
- بولين كولينز على موقع قاعدة بيانات الأفلام السويدية (السويدية)
- بولين كولينز على موقع إن إن دي بي (الإنجليزية)